# Zwerrenberg
Das Naturschutzgebiet Zwerrenberg liegt auf dem Gebiet der Gemeinden Neunkirchen (Baden) und Zwingenberg (Baden) im Neckar-Odenwald-Kreis in Baden-Württemberg.
Das Gebiet erstreckt sich westlich des Kernortes Zwingenberg entlang des östlich fließenden Neckars. Östlich verläuft auch die B 37.

## Bedeutung
Das Gebiet stand unter der Bezeichnung Reiherkolonie Zwerrenberg bereits seit 1940 unter Naturschutz. Am 14. Dezember 1978 wurde das Naturschutzgebiet auf 68 ha erweitert und neu verordnet. Es handelt sich um einen „steilen bewaldeten Osthang zum Neckar im Mittleren Buntsandstein, teilweise lößbedeckt.“ Dazu gehört die einzige Brutkolonie des Graureihers (Ardea cineria) im mittleren und unteren Neckartal.